# Qatar Stars League 2020-2021
La Qatar Stars League 2020-2021 è stata la 48ª edizione del massimo livello del campionato qatariota di calcio.
Il campionato, iniziato il 3 settembre 2020, è stato vinto dall'Al-Sadd con 4 giornate di anticipo.

## Squadre partecipanti
| Qatar Stars League 2020-2021 | Qatar Stars League 2020-2021 | Qatar Stars League 2020-2021 | Qatar Stars League 2020-2021 |
| Squadra                      | Città                        | Stadio                       | Anno fondazione              |
| ---------------------------- | ---------------------------- | ---------------------------- | ---------------------------- |
| Al-Ahli                      | Doha                         | Stadio Hamad bin Khalifa     | 1950                         |
| Al-Arabi                     | Doha                         | Stadio Grand Hamad           | 1952                         |
| Al-Duhail                    | Doha                         | Stadio Abdullah bin Khalifa  | 2009                         |
| Al-Gharafa SC                | Doha                         | Stadio Thani bin Jassim      | 1979                         |
| Al-Khor SC                   | Al Khor                      | Stadio Al-Khor               | 1961                         |
| Al-Rayyan SC                 | Al Rayyan                    | Stadio Ahmed Bin Ali         | 1967                         |
| Al Sadd SC                   | Doha                         | Stadio Jassim Bin Hamad      | 1969                         |
| Al Sailiya                   | Doha                         | Stadio Ahmed bin Ali         | 1995                         |
| Al Kharitiyath               | Doha                         | Stadio Al-Khor               | 1996                         |
| Al-Wakrah SC                 | Al Wakrah                    | Stadio Saud bin Abdulrahman  | 1959                         |
| Qatar SC                     | Doha                         | Stadio Suheim bin Hamad      | 1959                         |
| Umm Salal SC                 | Umm Salal                    | Stadio Thani bin Jassim      | 1979                         |

### Allenatore e Capitano
| Club           | Allenatore          | Capitano         | Fornitore | Sponsor                        |
| -------------- | ------------------- | ---------------- | --------- | ------------------------------ |
| Al-Ahli        | Nebojsa Jovovic     | Omid Ebrahimi    | Puma      | Regency Group Holding          |
| Al-Arabi       | Heimir Hallgrímsson | Ahmed Fatehi     | Puma      | N/A                            |
| Al-Duhail      | Sabri Lamouchi      | Almoez Ali       | Puma      | Al Rayan Bank                  |
| Al-Gharafa     | Andrea Stramaccioni | Qasem Burhan     | Puma      | N/A                            |
| Al-Khor        | Winfried Schäfer    | Helal Mohammed   | Adidas    | N/A                            |
| Al-Kharaitiyat | Wissam Rizk         | Pejman Montazeri | Joma      | N/A                            |
| Al-Rayyan SC   | Laurent Blanc       | Yacine Brahimi   | Nike      | QIC                            |
| Al-Sadd        | Xavi                | Hassan Al-Haydos | Puma      | Qatar Airways                  |
| Al-Sailiya     | Sami Trabelsi       | Majdi Siddiq     | Umbro     | UCC Holding Qatar Islamic Bank |
| Al-Wakrah      | Tintín Márquez      | Isaías           | Umbro     | N/A                            |
| Qatar SC       | Younes Ali          | Álex Gálvez      | Puma      | N/A                            |
| Umm Salal      | Aziz Ben Askar      | Anas Mubarak     | Jako      | N/A                            |

## Classifica finale
|                  | Pos. | Squadra        | Pt | G  | V  | N | P  | GF | GS | DR  |
| ---------------- | ---- | -------------- | -- | -- | -- | - | -- | -- | -- | --- |
| Qatar (bandiera) | 1.   | Al-Sadd        | 60 | 22 | 19 | 3 | 0  | 77 | 14 | +63 |
|                  | 2.   | Lekhwiya       | 47 | 22 | 15 | 2 | 5  | 53 | 25 | +28 |
|                  | 3.   | Al-Rayyan      | 35 | 22 | 10 | 5 | 7  | 31 | 22 | +9  |
|                  | 4.   | Al-Gharafa     | 33 | 22 | 10 | 3 | 9  | 41 | 34 | +7  |
|                  | 5.   | Al-Ahli Doha   | 33 | 22 | 10 | 3 | 9  | 28 | 38 | -10 |
|                  | 6.   | Qatar SC       | 32 | 22 | 9  | 5 | 8  | 30 | 24 | +6  |
|                  | 7.   | Al-Arabi       | 29 | 22 | 8  | 5 | 9  | 28 | 32 | -4  |
|                  | 8.   | Al-Wakrah      | 26 | 22 | 7  | 5 | 10 | 19 | 29 | -10 |
|                  | 9.   | Al-Sailiya     | 26 | 22 | 7  | 5 | 10 | 22 | 36 | -14 |
|                  | 10.  | Umm-Salal      | 21 | 22 | 5  | 6 | 11 | 13 | 31 | -18 |
|                  | 11.  | Al-Khor        | 17 | 22 | 3  | 8 | 11 | 17 | 42 | -25 |
|                  | 12.  | Al-Kharitiyath | 12 | 22 | 4  | 0 | 18 | 17 | 49 | -32 |

Legenda:

      Campione del Qatar e ammessa alla AFC Champions League 2022

      Ammesse alle qualificazioni della AFC Champions League 2022

 Ammessa allo spareggio promozione-retrocessione.

      Retrocessa in Qatar Second Division 2021-2022
Tre punti a vittoria, uno a pareggio, zero a sconfitta.
La classifica viene stilata secondo i seguenti criteri:
- Punti conquistati
- Playoff (per titolo, partecipazione alle coppe e retrocessione)
- Differenza reti generale
- Reti totali realizzate

## Spareggio promozione/retrocessione
Allo spareggio promozione/retrocessione vengono ammesse a penultima classificata della Qatar Stars League (Al-Khor) e la seconda classificata della Seconda Divisione (Al-Shahaniya).
|         | Risultati |              | Luogo e data        |
| ------- | --------- | ------------ | ------------------- |
| Al-Khor | 3 - 1     | Al-Shahaniya | Doha, 4 maggio 2021 |

## Statistiche

### Classifica Marcatori
| Pos. | Giocatori         | Club       | Goal |
| ---- | ----------------- | ---------- | ---- |
| 1    | Baghdad Bounedjah | Al-Sadd    | 21   |
| 2    | Dudu              | Al-Duhail  | 14   |
| 3    | Santi Cazorla     | Al-Sadd    | 13   |
| 3    | Youcef Belaïli    | Qatar SC   | 13   |
| 5    | Edmilson Junior   | Al-Duhail  | 12   |
| 6    | Yohan Boli        | Al-Rayyan  | 11   |
| 6    | Jonathan Kodjia   | Al-Gharafa | 11   |
| 8    | Mehrdad Mohammadi | Al-Arabi   | 10   |
| 8    | Rodrigo Tabata    | Al-Sadd    | 10   |
| 8    | Nabil El Zhar     | Al-Ahli    | 10   |